# 錫納坎特佩克

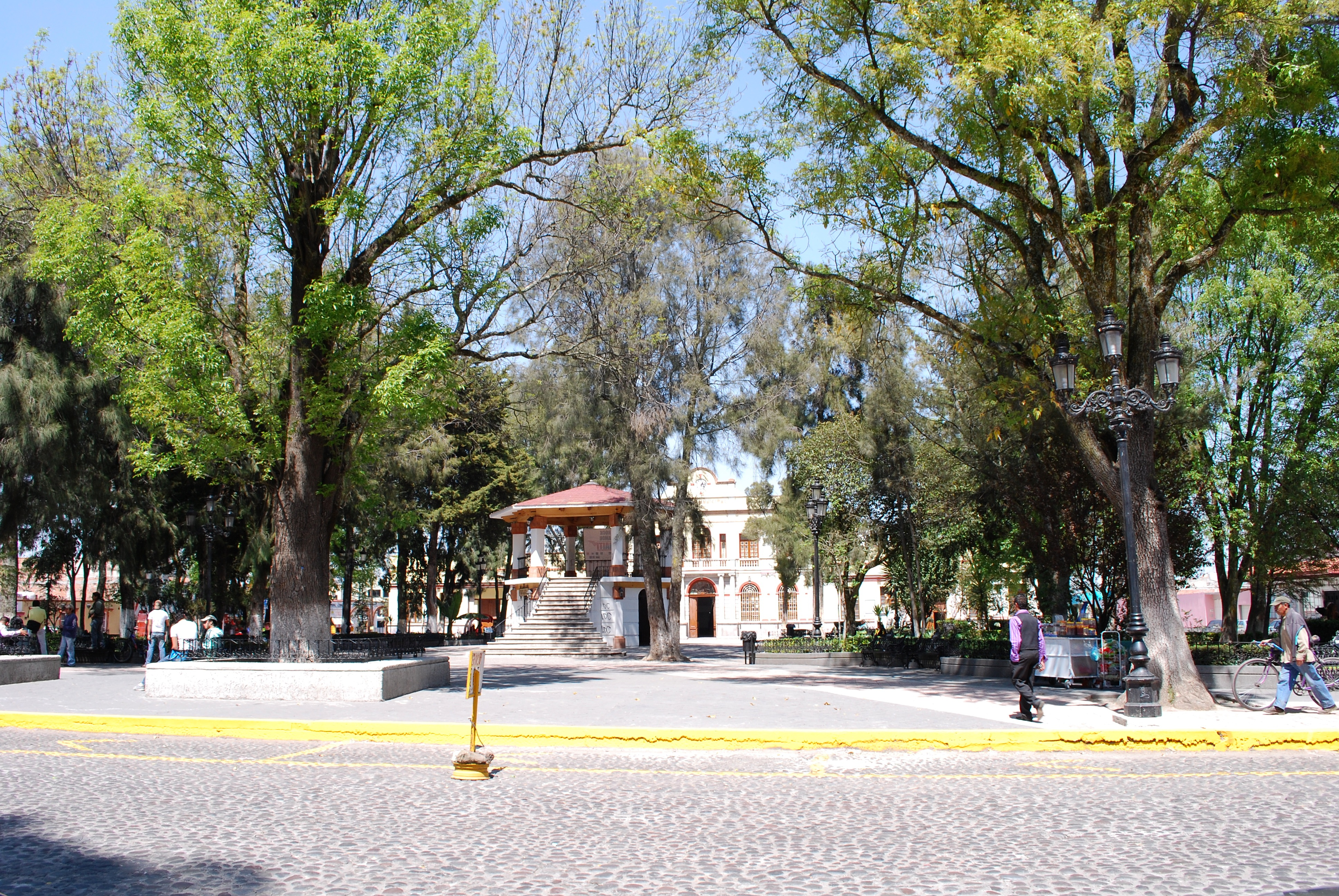

錫納坎特佩克是墨西哥的城鎮，由墨西哥州負責管轄，位於該國南部，始建於十八世紀，面積308平方公里，海拔高度2,740米，每年平均降雨量1,225毫米，2005年人口136,167。